# Listă de absolvenți ai Colegiului Național Sfântul Sava
Mai jos este o listă de absolvenți notabili ai Colegiului Național „Sfântul Sava” din București (cunoscut anterior și ca liceul „Nicolae Bălcescu” sau colegiul „Sfântul Sava”).

## Lista absolvenților

### A
|  | Nume: Gheorghe Adamescu • Date biografice: 1869-1942• Profesie: istoric literar• Cunoscut pentru: A scris o istorie a literaturii române. Gheorghe Adamescu a fost un istoric literar, bibliograf, autorul unor manuale de literatură din perioda interbelică și membru corespondent al Academiei Române din 1921. A scris o istorie a literaturii române de la origini până în 1910. Vezi articolul principal: Gheorghe Adamescu |
|  | Nume: Grigore Alexandrescu • Date biografice: 1810-1885• Profesie: poet și fabulist• Cunoscut pentru: fabula Boul și vițelul Grigore Alexandrescu a debutat cu poezii publicate în Curierul Românesc condus de Ion Heliade Rădulescu. Poezia sa a fost influențată de ideile care au pregătit Revoluția din 1848. Poet liric, scrie mai întâi meditații romantice, sub influența lui Lamartine. Tonul este extraordinar de fantastic și umoristic. Cea mai reușită este Umbra lui Mircea. La Cozia (făcuse o călătorie în Oltenia, cu prietenul Ion Ghica). E ultimul fabulist autentic din literatura română, lăsându-ne vreo 40 de fabule, în care adevărul e mascat, din cauza cenzurii autorităților (Câinele și cățelul, Boul și vițelul, Dreptatea leului, Vulpea liberală, ș.a.). Vezi articolul principal: Grigore Alexandrescu |
|  | Nume: Pia Alimăneștianu • Date biografice: 1872-1962• Profesie: scriitoare• Cunoscut pentru: jurnalul Însemnări din timpul ocupației germane Pia Alimăneștianu a fost fiica lui Ion C. Brătianu și a Piei Brătianu, precum și soră cu Ion I.C. Brătianu. A avut ca surori pe Sabina (Cantacuzino) și Mariuța (Pillat). A studiat cu profesori particulari, printre care Spiru Haret și Ion Bianu. Examenul de maturitate la Colegiul „Sfântul Sava", în anul 1899. În timpul ocupației germane din Primul Război Mondial, Pia Alimăneștianu rămâne la București alături de mama ei, care devenise infirmă de pe urma războiului, și devine soră de caritate, îngrijind bolnavi la spitalul "Filantropia". Ține un jurnal, care va fi publicat în anul 1929. Vezi articolul principal: Pia Alimăneștianu |
|  | Nume: Theodor Aman • Date biografice: 1831-1891• Profesie: pictor• Cunoscut pentru: întemeietor al primelor școli românești de arte frumoase de la Iași și București Theodor Aman a fost pictor și grafician, pedagog, academician român, întemeietor al primelor școli românești de arte frumoase de la Iași și București. Theodor Aman reprezintă pentru istoria plasticii românești primul artist modern în adevăratul sens al cuvântului. El a influențat prin activitatea sa și a grăbit în același timp, în Principatele Unite ale Moldovei și Țării Românești, deschiderea spre modernitate și dezvoltarea instituțională până la izbucnirea Războiului Ruso-Turc din 1877. Theodor Aman și Gheorghe Tattarescu au fost, în data de 5 octombrie 1864, întemeietorii Școlii de Arte Frumoase din București. Vezi articolul principal: Theodor Aman |
|  | Nume: Ion Andreescu • Date biografice: 1850-1882• Profesie: pictor• Cunoscut pentru: fondator al picturii române moderne Profesor de desen într-un oraș provincial, liniștit până dincolo de banalitate, Ion Andreescu s-a dedicat picturii cu o fervoare pe care nimic din atitudinea sa anterioară nu părea s-o anunțe. Pictura apare la tânărul solitar, înclinat spre meditație, ca iruperea unei nevoi de comunicare, de exprimare, consumată superior și fără veleitățile publicității. Caracterul de introspecție, tensiunea de autoexprimare vor fi atributele întregii sale arte, remarcabil de unitare, dealtfel, ca sentiment, atitudine și calitate. Contactul cu arta românească a timpului nu i-a lipsit, dar importanța unei confruntări cu problematica limbajului, tot mai ferm aduse în prim-plan de arta europeană a epocii, nu trebuie neglijată. Deși de la început lucrările pictorului român au decizia și consistența operei autentice, în ultimii ani ai șederii în Franța el apare clarificat, stăpân pe mijloace, construind spațiile cu subtilitatea cromatică pe care o dă doar desăvârșita dezinvoltură tehnică. Vezi articolul principal: Ion Andreescu |
|  | Nume: Mihai Antonescu • Date biografice: 1904-1946• Profesie: politician• Cunoscut pentru: cartea Mareșalul Ion Antonescu, conducătorul României În anii '30, Mihai Antonescu a fost membru al Partidului Liberal brătienist. În 1938 l-a cunoscut pe generalul Ion Antonescu, pe care l-a reprezentat într-un proces de bigamie, apoi i-a devenit prieten și colaborator principal. Începând din 9 septembrie 1940 și până în ianuarie 1941, a deținut funcția de ministru al Justiției în guvernul lui Ion Antonescu apoi, din iunie 1941 și până la 23 august 1944 a deținut funcțiile de ministru al Propagandei Naționale, al Afacerilor Străine, vicepreședinte al Consiliului de Miniștri și, în absența mareșalului, președinte ad-interim al Consiliului de Miniștri. În 1941 a colaborat cu Ion Antonescu în planificarea și formularea ordinelor de execuție a Pogromul de la Iași, a blocat emigrarea evreilor din România și a interzis ocrotirea și acordarea de asistență diplomatică evreilor români aflați în străinătate. Vezi articolul principal: Mihai Antonescu                                                                                                  |
|  | Nume: Constantin Aricescu • Date biografice: 1823-1886• Profesie: istoric• Cunoscut pentru: pașoptist Constantin D. Aricescu a fost un istoric și publicist român, participant la Revoluția din 1848 din Țara Românească. A fost membru din Divanurile ad-hoc, desfășurând o intensă activitate în favoarea unirii principatelor române. Ca director al Arhivelor statului din București, a sistematizat fondul arhivistic. A publicat lucrări istorice privind istoria orașului Câmpulung, revoluția din 1848 și răscoala din 1821. Ca scriitor, Aricescu a compus versuri naive și un roman neizbutit („Misterele căsătoriei”, 3 volume apărute în 1862, 1863, 1886). Vezi articolul principal: Constantin Aricescu |
|  | Nume: Costache Aristia • Date biografice: 1800-1880• Profesie: scriitor, actor, politician• Cunoscut pentru: primul traducător al Iliadei Costache Aristia a participat la răscoala lui Tudor Vladimirescu și la revoluția din 1848. Aristia a participat la răscoala lui Tudor Vladimirescu ca eterist, luptând alături de Alexandru Ipsilanti la Drăgășani (1821). Mai târziu, participă la Revoluția de la 1848 din Țara Românească. A fost ales comandant al Gărzii Naționale. Exilat după înfrângerea Revoluției, a trăit în Austria, Franța, Turcia și Grecia. Artist-cetățean, Aristia a imprimat teatrului un caracter militant politic. Împreuna cu Ion Heliade-Rădulescu și alții a fost cofondator al "Teatrul Național" în București (1852) Vezi articolul principal: Costache Aristia |
|  | Nume: Petre S. Aurelian • Date biografice: 1833-1909• Profesie: politician, academician• Cunoscut pentru: prim-ministru al României în perioada 1896 - 1897 A fost ales deputat, senator, numit ministru al Lucrărilor Publice (1877-1878 și 1887-1888) și ministru al Educației (1882-1884). Petre S. Aurelian a fost ales membru al Academiei Române, înființată în 1871; a deținut funcția de președinte al Academiei în perioada 1901 - 1904. În anul 2000, sub egida Fundației de Învățământ, Știintă și Cultură "Prof. univ. dr. Alexandru Puiu", a fost înființat la Brăila Liceul Economic "P.S. Aurelian". La 19 septembrie 2000 a luat ființă la Slatina Colegiul Economic "Petre S. Aurelian". Vezi articolul principal: Petre S. Aurelian |
|  | Nume: Bogdan Aurescu • Date biografice: 1973-azi• Profesie: diplomat de carieră• Cunoscut pentru: eroul de la Haga Din iunie 2012 până pe 24 noiembrie 2014 a fost secretar de stat pentru afaceri strategice. Are gradul diplomatic de ambasador. În perioada 2004-2009 a fost Agentul României pentru Curtea Internațională de Justiție, coordonând activitatea echipei care a reprezentat România în procesul cu Ucraina de la Curtea Internațională de Justiție privind Delimitarea Maritimă în Marea Neagră, finalizat la data de 3 februarie 2009 cu un câștig de 79,34% din suprafața în dispută, adică 9700 km² de platou continental și zonă economică exclusivă care au revenit României (http://www.mae.ro/node/24602 ). De atunci este cunoscut în spațiul public drept “eroul de la Haga” (http://www.mediafax.ro/politic/biografie-bogdan-aurescu-eroul-de-la-haga-noul-ministru-de-externe-13631990 ). Vezi articolul principal: Bogdan Aurescu |

### B
|  | Nume: Emilian Bălănoiu • Date biografice: 1939• Profesie: prozator• Cunoscut pentru: volumul Scrieri definitive Emilian Bălănoiu a debutat în 1969 cu proza scurtă ("Adam"), urmat de alta ("Absenți la dragoste"). Deși, la vremea lor, au fost bine primite de critică, autorul nu a inclus decât o nuvelă în volumul său de Scrieri definitive din 2013 (editura "Semne", colecția "Scriitori români contemporani"). Volumul, cu 926 de pagini, realizare grafică exemplară, în format mare, cuprinde textele reprezentative ale autorului (șapte romane și opt nuvele). Vezi articolul principal: Emilian Bălănoiu |
|  | Nume: Ion Dodu Bălan • Date biografice: 1929-• Profesie: istoric literar• Cunoscut pentru: reprezentant ai protocronismului Ion Dodu Bălan este unul dintre reprezentanții de frunte ai protocronismului literar românesc, un admirator al cuplului Ceaușescu, căruia i-a dedicat numeroase ode, și a fost dat afară de la Facultatea de Litere din București în decembrie 1989 de un grup de studenți, membri ai Ligii Studenților, coordonați de Marian Munteanu. La acea dată deținea funcția de rector al Universității din București. Ion Dodu Bălan a fost membru în Partidul Comunist Român, unde a fost ales membru al Comitetului Central la al XIV-lea Congres al partidului. În 2012 era profesor asociat la Facultatea de Litere a Universității „Spiru Haret”. Vezi articolul principal: Ion Dodu Bălan |
|  | Nume: Nicolae Bălcescu • Date biografice: 1819-1852• Profesie: istoric• Cunoscut pentru: revoluționar Nicolae Bălcescu a fost un istoric, scriitor și revoluționar român. Alături de fratele său mai mic, Barbu, a participat la Revoluția din 1848. Prin capodopera sa Românii supt Mihai Voievod Viteazul, Bălcescu l-a impus în canonul național pe voievodul Mihai Viteazul. Vezi articolul principal: Nicolae Bălcescu |
|  | Nume: Ilie Bărbulescu (scriitor) • Date biografice: 1873-1945• Profesie: filolog• Cunoscut pentru: Cercetări istorico-filologice Ilie Bărbulescu a fost un lingvist și filolog român, membru al Academiei Române. Vezi articolul principal: Ilie Bărbulescu (scriitor) |
|  | Nume: Apcar Baltazar • Date biografice: 1880-1909• Profesie: pictor• Cunoscut pentru: reprezentant Art Nouveau Apcar Baltazar (ortografiat și Abgar Baltazar) a fost un pictor, critic de artă, eseist, grafician, muralist, decorator de teatru, ceramist, ilustrator de carte și creator de afișe și de costume român, de origine armeană. A fost un reprezentant de seamă al stilului Art Nouveau în România. A avut o singură expoziție personală în anul 1907 la Ateneul Român. În perioada în care a trăit și a creat, a fost membru al Societății Tinerimea artistică și a participat la toate expozițiile organizate de aceasta. Vezi articolul principal: Apcar Baltazar |
|  | Nume: Daniel Barbu • Date biografice: 1957-• Profesie: istoric• Cunoscut pentru: Ministru al Culturii în perioada 21 decembrie 2012 - 12 decembrie 2013 Daniel Barbu a activat ca muzeograf în cadrul Muzeul de Istorie și Artă al Municipiului București, din 1981 până în 1986, la Oficiul pentru patrimoniul cultural. Între anii 1987 și 1998, a fost cercetător științific, la fostul Institut de Studii Sud-Est Europene al Universității din București, actualmente Academia Română. Conferențiar universitar la Facultatea de Științe Politice și Administrative a Universității din București, 1993 - 1996. Din 1997 a fost numit printr-un ordin de ministru al ministrului învățământului, profesor de știință politică la Universitatea din București. Vezi articolul principal: Daniel Barbu |
|  | Nume: Constantin Beldie • Date biografice: 1887-1954• Profesie: scriitor Constantin Beldie a fost un scriitor român, descris de către Al. Săndulescu drept o fire „prin excelență boemă”. Beldie s-a născut la București, unde a urmat liceele „Sf. Sava” și „Gh. Șincai”. Vezi articolul principal: Constantin Beldie |
|  | Nume: Mircea Desideriu Banciu • Profesie: inginer chimist Mircea Desideriu Banciu a fost un inginer chimist, profesor la Universitatea Politehnica din București, membru titular al Academiei Române (din anul 2000) și președinte al Secției de Științe Chimice a acesteia (2002-2005). În perioada 2002-2005, academicianul Mircea D. Banciu a fost președinte al Secției de Științe Chimice a Academiei Române. Vezi articolul principal: Mircea Desideriu Banciu |
|  | Nume: Constantin Gheorghe Banu • Date biografice: 1873-1940• Profesie: scriitor/politician• Cunoscut pentru: fondatorul revistei Flacăra Constantin Gheorghe Banu a fost un jurnalist, politician și scriitor român, care a funcționat ca ministru al Ministerului culturii și al patrimoniului național din România între 1922 – 1923. Ca scriitor, director și editor de revistă, Constantin Banu este fondatorul, editorul și directorul revistei Flacăra, pe care a publicat-o în două serii, alături de Petre Locusteanu, Ion Pillat, Adrian Maniu, și, mai târziu, împreună cu Vintilă Russu-Șirianu. Una din apreciatele și bine vândutele reviste literare ale timpului interbelic din România Mare, Revista Flacăra a fost o continuă rampă de lansare pentru numeroși scriitori ai Simbolismului din România. Vezi articolul principal: Constantin Gheorghe Banu |
|  | Nume: Ștefan Vogoride • Date biografice: 1775-1859• Profesie: caimacam Ștefan Vogoride a fost caimacam (locțiitor) la conducerea Moldovei între 1821 și iulie 1822. Ștefan Vogoride era bulgar ca origine etnică. Vezi articolul principal: Ștefan Vogoride |
|  | Nume: Vasile Boerescu • Date biografice: 1830-1883• Profesie: jurist/politician Vasile Boerescu a fost un ziarist, jurist și un om politic român, susținător al ideilor liberale moderate. Vasile Boerescu a militat pentru drepturile politice ale Țărilor Române și pentru unirea acestora sub un principe străin. În 1857, după reîntoarcerea în țară, este numit profesor de drept comercial la Colegiul Sfântul Sava, iar din 1859 este profesor la Facultatea de Drept din București. În martie 1871 devine rector al Universității din București, iar în octombrie 1873 este numit decan al Facultății de Drept. Vezi articolul principal: Vasile Boerescu |
|  | Nume: Dimitrie Bolintineanu • Date biografice: 1819-1872• Profesie: poet/revoluționar Dimitrie Bolintineanu a fost un poet român, om politic, diplomat, participant la Revoluția de la 1848. A dus o activitate gazetărească în timpul Revoluției de la 1848. Dacă C.A. Rosetti scosese, imediat după izbândă, "Pruncul român", Bolintineanu conduce (de la 19 iulie la 11 septembrie) "Poporul suveran". Era o foaie mică, de patru pagini, cu doar două coloane pe fiecare față, dar redactorul șef avea proiecte mari. Ar fi vrut să tipăreasca un „jurnal al intereselor democratice și al progresului social", pe potriva modelului francez - Le Peuple souverain. Izbucnind revoluția din 1848, reveni în țară și redactă împreună cu Nicolae Bălcescu, Cezar Bolliac ș. a. "Poporul suveran", dar - căzând revoluția - a fost exilat și se duse în Transilvania, apoi la Constantinopol și, în sfârșit, la Paris ca să-și continue studiile întrerupte. Vezi articolul principal: Dimitrie Bolintineanu |
|  | Nume: Cezar Bolliac • Date biografice: 1813-1881• Profesie: gazetar/revoluționar• Cunoscut pentru: Fruntaș al Revoluției din 1848 Cezar Bolliac a fost unul dintre fruntașii revoluției din 1848, poet liric protestatar, promotor al studiilor arheologice și gazetar român. Editează, împreună cu Constantin G. Filipescu, revista Curiosul ("gazetă de literatură, industrie, agricultură și noutăți" - București, 1836). Publicația este însă interzisă după numărul patru, în care Bolliac publică "câteva satiri politice care îl aruncară de mai multe ori în închisoare" (I.G. Valentineanu, "Biografia oamenilor mari scrisă de un om mic", Paris, 1859), și își încetează definitiv apariția în ianuarie 1837. Activitatea politică, paralelă cu cea literară, îl fac să fie anchetat și închis cu ocazia conspirației din 1840. În 1841 este surghiunit la schitul Poiana Mărului, de unde nu avea să fie eliberat decât în toamna acelui an. Între 1840 și 1843 activează în Loja Frăția (înființată la 1843), iar din 1859, în Loja Steaua Dunării, ambele în București. Vezi articolul principal: Cezar Bolliac |
|  | Nume: Dan Botta • Date biografice: 1887-1954• Profesie: poet Dan Botta a fost un poet, eseist și traducător român din perioada interbelică. Debutul are loc în 1931 cu volumul de poezii „Eulalii”. Personalitatea stilistică a acestei poezii stă deopotrivă ca și a colegilor de generație Emil Gulian și Simion Stolnicu, sub zările autohtone barbiene și sub fantasticul misterios și tragic al lui Edgar Allan Poe. Cuvântul gustat și visat al acestor tineri triumviri poetici este eleat. Corsican după mamă, el va avea nostalgia coloniei Eleea, aflată în aceeși geografie mediteraneeană cu locurile natale ale aceleia ce i-a dat viață. Vezi articolul principal: Dan Botta |
|  | Nume: Constantin I.C. Brătianu • Date biografice: 1866-1950• Profesie: politician• Cunoscut pentru: Președinte PNL Constantin I.C. Brătianu a fost un om politic liberal, membru proeminent al „dinastiei Brătienilor”, ca fiu al lui Ion C. Brătianu și frate mai mic al lui Ionel Brătianu. De profesie inginer, Dinu Brătianu a deținut funcțiile de deputat și ministru, devenind în ultima parte a vieții sale președinte al Partidului Național Liberal. Vezi articolul principal: Constantin I.C. Brătianu |
|  | Nume: Dimitrie C. Brătianu • Date biografice: 1818-1892• Profesie: politician• Cunoscut pentru: Primar al Bucureștiului Dimitrie C. Brătianu a fost un diplomat și om politic român. A fost fiul stolnicului Constantin Brătianu și fratele liberalului Ion C. Brătianu. În calitate de primar al Bucureștiului, a fost martorul unui eveniment major în istoria țării: venirea Regelui Carol I de Hohenzollern-Sigmaringen, primul rege al României. Dimitrie C. Brătianu l-a primit pe Carol I în apropierea pădurii Băneasa, unde a ținut un discurs în fața a peste 30.000 de oameni. Vezi articolul principal: Dimitrie C. Brătianu |
|  | Nume: Ion I.C. Brătianu • Date biografice: 1864-1924• Profesie: politician• Cunoscut pentru: Președinte PNL Ion I.C. Brătianu a fost un om politic român, care a jucat un rol de primă importanță în Marea Unire din 1918 și în viața politică din România modernă. A deținut funcția de președinte al Partidului Național Liberal. De formație inginer, Ionel Brătianu nu a profesat, ci s-a dedicat vieții politice, fiind cel mai potrivit acestei cariere dintre cei trei băieți ai liderului liberal Ion C. Brătianu. Ion I.C. Brătianu a fost de cinci ori președinte al Consiliului de Miniștri —mai mult decât oricine altcineva —, de trei ori ministru de interne, de două ori ministrul al apărării naționale și de două ori ministru al afacerilor externe. Vezi articolul principal: Ion I.C. Brătianu |
|  | Nume: Vintilă I. C. Brătianu • Date biografice: 1867-1930• Profesie: politician• Cunoscut pentru: Președinte PNL Vintilă I. C. Brătianu a fost prim-ministru al României în perioada 1927-1928. A fost al treilea fiu al Ion C. Brătianu, frații săi fiind Ionel Brătianu și Dinu Brătianu. În 1886 a început studiile în Franța. Întors în țară cu diploma de inginer a participat la lucrările de construcții ale podului de peste Dunăre de la Cernavodă. Apoi, a primit conducerea lucrărilor de construcție a podurilor de pe Siret, Argeș și Vădeni. Și-a început cariera în administrația de stat în anul 1897, fiind numit director al Regiei Monopolurilor Statului. În cariera sa a mai ocupat următoarele funcții de demnitate publică: secretar general în Ministerul Finanțelor, primar al Capitalei (1907-1911), ministru de război în timpul Primului Război Mondial și ministru de finanțe (1922 -1926). După moartea fratelui său Ion I.C. Brătianu a ocupat funcția de prim-ministru, între 1927 și 1928. Vezi articolul principal: Vintilă I. C. Brătianu                                                  |
|  | Nume: Emilian Bratu • Date biografice: 1904-1991• Profesie: chimist• Cunoscut pentru: Fondator de școală Emilian Bratu a fost un inginer chimist român, membru titular al Academiei Române (1974). Profesorul Emilian Bratu a fost fondatorul primei școli de inginerie chimică din România. Emilian Bratu și Costin Nenițescu au fost doi profesori de elită ai Facultății de Chimie Industrială. Cei doi savanți au fost buni prieteni care s-au respectat profund pe parcursul întregii vieți. Ambii, de formație germană, au intuit de timpuriu necesitatea introducerii în România a disciplinei de Inginerie Chimică în învățământul politehnic superior, pornind de la perspectivele externe favorabile ale dezvoltării unei industrii chimice bazate pe rezervele de materii prime autohtone. Au luptat împreună pentru afirmarea chimiei în Politehnică, lor datorându-li-se, în cea mai mare măsură, introducerea în 1938 a denumirii de "Chimie industrială" pentru facultatea din Politehnică. Vezi articolul principal: Emilian Bratu                                                                            |
|  | Nume: Ioan Brezoianu • Date biografice: 1817-1883• Profesie: dascăl• Cunoscut pentru: organizatorul școlilor normale și rurale din Țara Românească Ioan Brezoianu a fost un dascăl și publicist român, care a avut o contribuție importantă în organizarea școlilor normale și rurale din Țara Românească. A tradus mai multe cărți de învățământ și a publicat câteva cărți proprii. A făcut parte din Divanul ad-hoc al Valahiei. A fost de asemenea membru în comisia însărcinată să elaboreze raportul despre secularizarea averilor mănăstirești, sub președinția lui Filaret Scriban și cu colaborarea lui B. P. Hasdeu. Din această activitate avea să se materializeze și cartea Mănăstirile zise închinate și călugării străini. În 1862, sub domnia lui Alexandru Ioan Cuza, Brezoianu a fost numit consilier la Curtea de Apel din București. Din 1868 a fost pentru cca. 4-5 ani membru în Comitetul general al teatrelor. Vezi articolul principal: Ioan Brezoianu |
|  | Nume: Silviu Brucan • Date biografice: 1916-2006• Profesie: ideolog comunist• Cunoscut pentru: Semnatar al „Scrisorii celor șase” Silviu Brucan a fost un nomenclaturist, ideolog comunist și analist politic român. În septembrie 1944 a fost numit secretar general de redacție la ziarul Scînteia, de la tribuna căruia a cerut condamnarea la moarte, printre alții, a lui Iuliu Maniu, Gheorghe I. Brătianu, Corneliu Coposu, Radu Gyr și Pamfil Șeicaru. Soția sa, Alexandra Sidorovici, a fost acuzator public al Tribunalului Poporului (amintit și de Petre Țuțea). Între 1948 - 1949 a fost profesor de ziaristică la Universitatea din București, deși nu avea decât 6 clase de liceu. În timpul României comuniste a fost ambasador în Statele Unite în 1955 și la ONU între 1959 - 1962. Din 1962, la propunerea lui Gheorghiu-Dej, a început reorganizarea Radioteleviziunii, activitate din care a demisionat în 1966. Vezi articolul principal: Silviu Brucan |
|  | Nume: Radu Budișteanu • Date biografice: 1902-1991• Profesie: politician• Cunoscut pentru: legionar Radu Budișteanu a fost un om politic român, legionar, care a deținut funcția de ministru al Cultelor și Artelor în guvernul Ion Gigurtu în perioada 8 iulie 1940 - 4 septembrie 1940 și în guvernul gen. Ion Antonescu, în perioada 4 septembrie 1940 - 14 septembrie 1940. A fost ales deputat din partea partidului Totul pentru Țară (noua titulatură a Mișcării legionare) la alegerile din 1937. În aprilie 1938, pe timpul dictaturii lui Carol al II-lea, a fost arestat și internat în lagărul de la Miercurea Ciuc, fiind eliberat după doi ani. În vara lui 1940 este cooptat ca ministru legionar în guvernul Gigurtu, împreună cu Augustin Bidianu și Vasile Noveanu. După 23 august 1944 este deținut politic la Uranus, Gherla, Aiud și Sighet, vreme de 20 de ani. La sfârșitul anilor 1970 reușește să emigreze în Germania, reluându-și activitatea politică legionară. Vezi articolul principal: Radu Budișteanu                                                                                        |

### C
|                               | Nume: George Matei Cantacuzino • Date biografice: 1899-1960• Profesie: arhitect, pictor George Matei Cantacuzino a fost un arhitect, pictor și scriitor român, un reprezentant al modernismului moderat și cel mai prolific teoretician al arhitecturii din România. După planurile sale au fost construite următoarele clădiri, în stil renascentist: Palatul Băncii Crissoveloni (împreună cu August Schmiedigen), fostul sediu al Uniunii Arhitecților (transformarea acestuia) și imobilul Crețulescu din Calea Victoriei. Vezi articolul principal: George Matei Cantacuzino |
|                               | Nume: Dumitru Caracostea • Date biografice: 1879-1964• Profesie: folclorist, critic• Cunoscut pentru: Stilist al literaturii române Dumitru Caracostea a fost un critic, istoric literar și folclorist român. Este considerat a fi, alături de Tudor Vianu, unul dintre cei mai mari stiliști ai literaturii române. În pofida vârstei sale înaintate, a fost arestat de autoritățile comuniste în anul 1950 și încarcerat timp de cinci ani ca deținut politic. Vezi articolul principal: Dumitru Caracostea |
|                               | Nume: Nicolae Cartojan • Date biografice: 1883-1944• Profesie: profesor, cercetător literar• Cunoscut pentru: membru al Academiei Române Nicolae Cartojan a fost un autor, biograf, cercetător literar, istoric literar, pedagog și publicist român, membru titular al Academiei Române. Specialist în literatura română veche, profesor la Universitatea din București, s-a remarcat prin amplitudinea documentării și prin analiza minuțioasă a contextului istoric și cultural al epocilor literare. Vezi articolul principal: Nicolae Cartojan |
|                               | Nume: Dinu Cernescu • Date biografice: 1935-• Profesie: regizor• Cunoscut pentru: premiul UNITER pentru întreaga activitate Dinu Cernescu este un regizor român de teatru, fiu al generalului Alexandru Cernescu. Vezi articolul principal: Dinu Cernescu |
|                               | Nume: Mugur Ciuvică • Date biografice: 1960-• Profesie: comentator politic• Cunoscut pentru: Raportul „Armagedon” Mugur Ciuvică este un fost consilier prezidențial al președintelui Emil Constantinescu. Din aprilie 2005 este președintele asociației Grupul de Investigații Politice (GIP), asociație care are ca obiectiv analizarea și anchetarea oamenilor politici, precum și a instituțiilor publice. Vezi articolul principal: Mugur Ciuvică |
| [[Fișier:\|frameless\|180px]] | Nume: Henri Coandă • Date biografice: 1886-1972• Profesie: inginer, inventator• Cunoscut pentru: descoperitor al efectului Coandă Henri Marie Coandă a fost un academician și inginer aeronautic român, pionier al aviației, fizician, specialist în aerodinamică și mecanica fluidelor, inovator, inventator și descoperitor al efectului care îi poartă numele. A fost fiul generalului Constantin Coandă, general de carieră și prim-ministru al României în 1918, și nepot al amiralului Ion Coandă. Vezi articolul principal: Henri Coandă |
|                               | Nume: Petru Comarnescu • Date biografice: 1905-1970• Profesie: critic literar, eseist• Cunoscut pentru: membru al Uniunii Scriitorilor Petru Comarnescu (pseudonim Anton Coman), a fost un eseist, critic de artă, critic literar, memorialist, jurnalist cultural și cunoscut anglist român, unul dintre fondatorii revistei interbelice Criterion (1934), alături de Mircea Vulcănescu și Alexandru Christian Tell. În perioada interbelică a colaborat la mai multe reviste sau ziare și a fost redactor la Revista Fundațiilor Regale, iar între 1949 și 1960 a publicat sub pseudonim (Anton Coman), din cauze politice. Este îngropat în cimitirul mănăstirii Voroneț. Vezi articolul principal: Petru Comarnescu |
|                               | Nume: Dan Alexandru Condeescu • Date biografice: 1950-2007• Profesie: Antologist• Cunoscut pentru: Director al Muzeului Literaturii Române Dan Alexandru Condeescu a fost un antologator de ediții, critic, istoric și stilist literar român, eseist, director al Muzeului Literaturii Române, unul dintre cei mai apropiați, profunzi și exhaustivi critici literari ai lui Nichita Stănescu. Vezi articolul principal: Dan Alexandru Condeescu |
|                               | Nume: Nicolae Condeescu • Date biografice: 1876-1936• Profesie: ofițer, politician• Cunoscut pentru: Mareșal al Palatului Regal Nicolae Condeescu a fost un politician și adjutant regal, general român și ministru de război. Între anii 1927-1930 a fost șef al Casei Militare Regale și mareșal al Palatului A fost membru fondator al Academiei de Științe din România și membru de onoare al Academiei Române Vezi articolul principal: Nicolae Condeescu |
|                               | Nume: Ilie Constantin • Date biografice: 1939-2020• Profesie: poet• Cunoscut pentru: premiul Uniunii Scriitorilor pentru poezie Ilie Constantin a fost un poet român, prozator, eseist și traducător, reprezentant al generației anilor '60. A debutat editorial în 1960, alături de Nichita Stănescu și de Cezar Baltag, cu placheta Vântul cutreieră apele, prefațată de Al. Philippide. După absolvirea cursurilor universitar-filologice a fost redactor la ziarul Scânteia, apoi s-a angajat la Studioul Cinematografic București. În 1973 a emigrat în Franța și s-a stabilit la Paris. Vezi articolul principal: Ilie Constantin                                                                                 |
|                               | Nume: Alecu Constantinescu • Date biografice: 1872-1949• Profesie: sindicalist• Cunoscut pentru: delegat la formarea PMR Alexandru „Alecu” Constantinescu a fost un sindicalist, jurnalist și militant pacifist român, unul dintre principalii militanți pentru transformarea mișcării socialiste din România într-una comunistă. Vezi articolul principal: Alecu Constantinescu |
|                               | Nume: Barbu Constantinescu • Date biografice: 1839-1891• Profesie: teolog• Cunoscut pentru: primul decan al Facultății de Teologie Barbu Constantinescu a fost un profesor român din a doua jumătate a secolului 19, preocupat de luminarea maselor. A fost culegător de folclor și editor al revistei „Educatorul”. În 1866 a fost numit profesor la Seminarul Central din București. A fost primul decan al Facultății de Teologie, funcție pe care a ocupat-o până în 1891, data morții sale. De-a lungul vieții a publicat manuale de limba română, de istorie, de pedagogie, de istorie bisericească etc. Vezi articolul principal: Barbu Constantinescu                                                           |
|                               | Nume: Ovidiu Constantinescu • Date biografice: 1914-1977• Profesie: prozator• Cunoscut pentru: traducător Ovidiu Constantinescu a fost un prozator, traducător și cronicar teatral român. A fost unul dintre cei mai prolifici traducători ai epocii comuniste, traducând din literatura franceză (Stendhal, Romain Rolland, Colette, Maurice Druon, Jules Verne, Victor Hugo) și din cea rusă (Dostoievski, Repin, Taras Șevcenko). Vezi articolul principal: Ovidiu Constantinescu |

- Daniel Octavian Costache, medic militar la Spitalul Universitar de Urgenta Militar Central, cadru didactic la Universitatea de Medicina si Farmacie Carol Davila, director de cercetare in cadrul spitalului.

### D
- Paul Dăncescu
- S. Damian
- Daniel Danielopolu
- Constantin Dapontes
- Marin Cosmescu-Delasabar
- Victor Vlad Delamarina
- Barbu Ștefănescu Delavrancea
- Anghel Demetriescu
- Teodor Diamant
- Romulus Dianu
- Constantin G. Dissescu
- Luminița Dobrescu
- Ștefan Dorobanțu
- State Drăgănescu
- Ion Codru-Drăgușanu
- Vasile Drăguț
- Ion Gh. Duca
- Mihail Dragomirescu

### E
- Constantin Esarcu
- Lazăr Edeleanu

### F
- Alexandru Emanoil Florescu
- Richard Franasovici

### G
- Gala Galaction
- Mircea Geoană
- Vlad Georgescu
- Ștefan I. Gheorghiță
- Viorel Gheorghiță
- Pantazi Ghica
- Gheorghe Ionescu-Gion
- Alexandru G. Golescu
- Nicolae Golescu
- Ion C. Grădișteanu
- Grigore H. Grandea
- Dan Grigorescu

### H
- Vintilă Horia
- Dragomir Hurmuzescu

### I
- Dinu Ianculescu
- Ion Ioanid
- Dumitru Ionescu
- Thoma Ionescu
- Take Ionescu

### K
- Emanoil Koslinski

### L
- Ion Bogdan Lefter
- Dimitrie Leonida
- Emil Loteanu
- Vasile Lovinescu
- Ștefan Luchian

### M
- Ioan Maiorescu
- Mihail Manicatide
- Alexandru Marghiloman
- Gabriel Marinescu
- Ion C. Massim
- Mihai I
- Eugen Mihăescu
- Nicolae Minovici
- Nicolae Paul Mihail
- Cătălin Mitulescu

### N
- Adrian Năstase
- Dumitru Nanu
- Irina Negrea
- Ion Negulici
- Constantin I. Nicolaescu

### O
- Alexandru Odobescu
- Nicolae T. Orășanu

### P
- Vasile Georgescu Paleolog
- Victor Papilian
- Edgar Papu
- Mihail Pascaly
- Cincinat Pavelescu
- Partenie Pavlovici⁠(en)[traduceți]
- Camil Petrescu
- Constantin Titel Petrescu
- Ion Petrovici
- Ion Pillat
- Vasile Poenaru
- Mircea Alexandru Pop
- Dan Cristian Popescu
- Mihai Popescu
- Dragoș Protopopescu

### R
- Neagu Rădulescu
- Ștefan Radof
- Mihail Rocco
- Constantin A. Rosetti

### S
- Constantin Sărățeanu
- Ion Marin Sadoveanu
- József Sándor
- Neofit Scriban
- Gheorghe Sion
- Alexandru Sihleanu
- Olga Simionescu
- Nicolae Simonide
- Ruxandra Sireteanu
- Alexandru Slătineanu
- Ion Dumitriu-Snagov
- Mihail Sorbul
- Ioan S. Spartali
- Dumitru Stăncescu
- Sorin Roșca Stănescu
- Paraschiv Stoian

### Ș
- Sabba S. Ștefănescu

### T
- Călin Popescu Tăriceanu
- Gheorghe Tătărăscu
- Christian Tell
- Valentin Teodorian
- George Topîrceanu
- Teohari Georgescu
- Grigore Tocilescu
- Corneliu Vadim Tudor

### U
- Vasile Urseanu

### V
- Corneliu Vadim Tudor
- Geo Vasile
- Alexandru Vianu
- Ion Vinea

### Z
- Alexandru Zane
- Ion Radu Zilișteanu